# Mealasta Island
Mealasta Island är en ö i Storbritannien.   Den ligger i kommunen Yttre Hebriderna och riksdelen Skottland, i den nordvästra delen av landet, 800 km nordväst om huvudstaden London. Arean är 1,24 kvadratkilometer.
Terrängen på Mealasta Island är platt. Öns högsta punkt är 68 meter över havet. Den sträcker sig 1,9 kilometer i nord-sydlig riktning, och 1,4 kilometer i öst-västlig riktning.  Trakten runt Mealasta Island består i huvudsak av gräsmarker.